# Jabka, Kiverți
Jabka (în ucraineană Жабка) este un sat în comuna Prîluțke din raionul Kiverți, regiunea Volînia, Ucraina.

## Demografie
Componența lingvistică a localității Jabka
     Ucraineană (99,58%)
     Alte limbi (0,42%)
Conform recensământului din 2001, majoritatea populației localității Jabka era vorbitoare de ucraineană (99,58%), existând în minoritate și vorbitori de alte limbi.